# Villa Mosconi Bertani

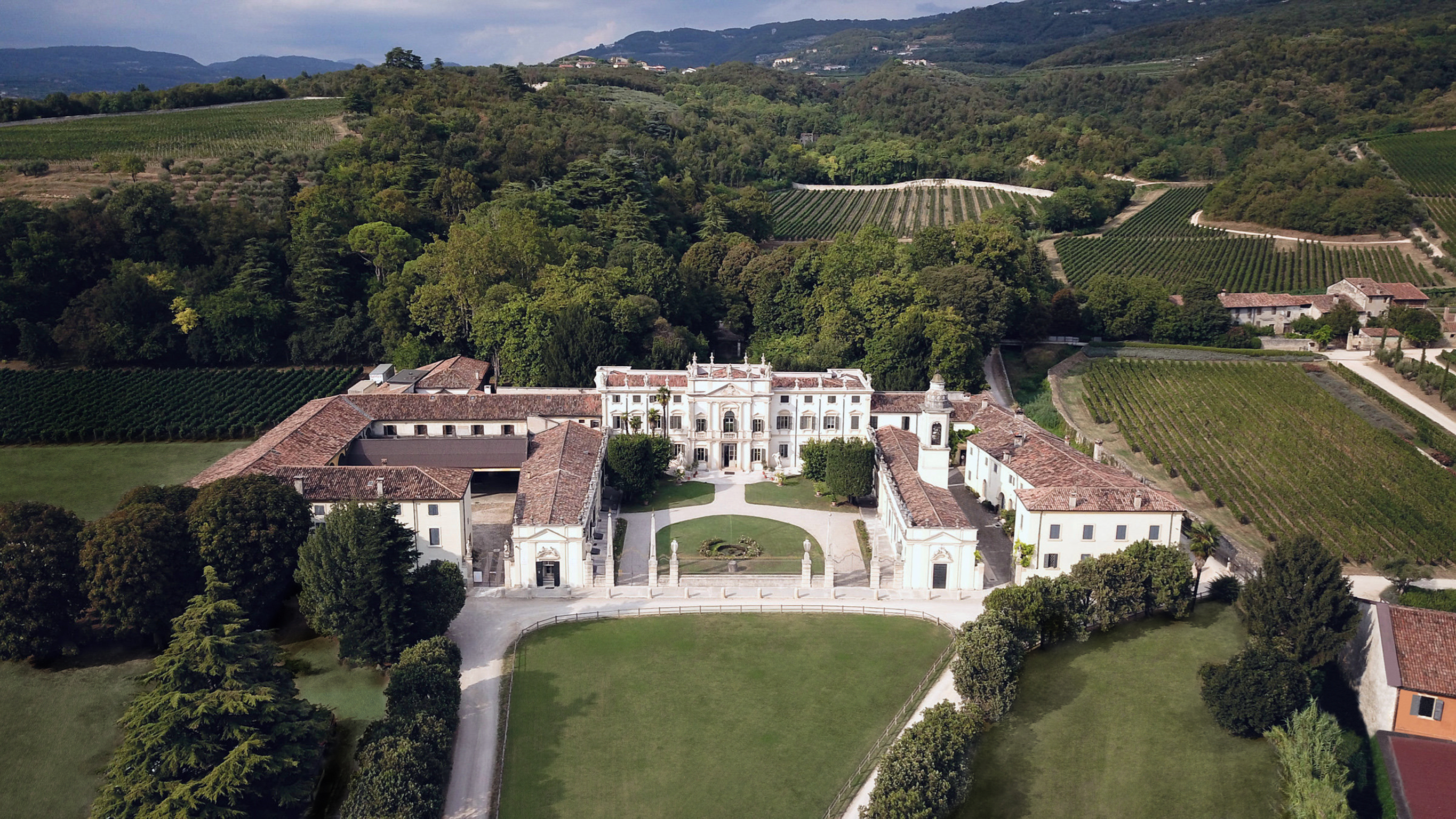
Villa Mosconi Bertani met wijnproductie in de vallei Valpolicella, gemeente Negrar, Italië

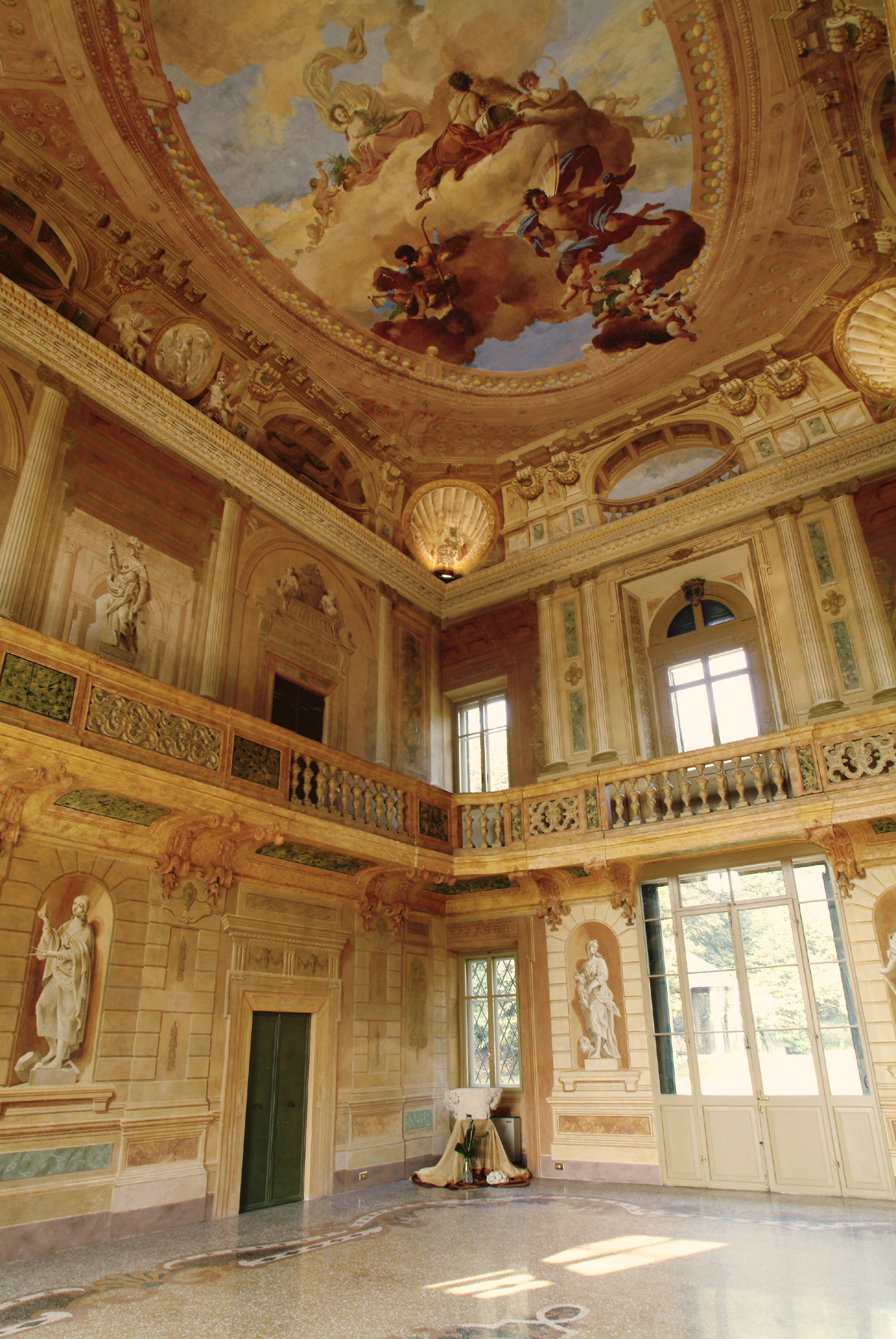
Salone delle Muse

De Villa Mosconi Bertani is een wijnkasteel in Negrar di Valpolicella, een gemeente in de Noord-Italiaanse regio Veneto en provincie Verona. Het is een 18e-eeuwse villa in Venetiaanse stijl, waarbij moet herinnerd worden dat de provincie Verona behoorde tot de republiek Venetië tot 1797. Vandaag de dag is het eigendom van Bianca, Giovanni en Guglielmo Bertani en is het de thuisbasis van Gaetano Bertani's Tenuta Santa Maria wijnmakerij.
Aan de villa zijn meer dan 200 hectare wijngaarden verbonden voor wijnbouw. Een type wijn van de Amarone della Valpolicella, namelijk de classico vorm, kende zijn ontstaan in de 20e eeuw onder meer in de Villa Mosconi Bertani. 
Het heeft een park in Engelse tuinstijl aangelegd met exotische planten en fonteinen. De villa bezit ondergrondse wijnkelders en ateliers voor wijnproductie. Naast de villa staat een private kapel toegewijd aan San Gaetano. Het hele domein is privaat bezit.
Het interieur van de villa kent riante salons verlucht met wand- en plafondschilderingen. De pronkzaal is de Salone delle Muse. In de nissen staan vrouwenbeelden die de volgende muzen voorstellen: architectuur, sculptuur, schilderen, geometrie, astronomie en muziek. Aan de plafonds zijn de Overvloed en de Rechtvaardigheid uitgebeeld. De vier satiren boven de deuren beelden de vier jaargetijden uit.

## Naam
De naam verwijst naar bekende eigenaars. Gravin Elisabetta Contarini Mosconi (1752-1807) was een schrijfster en dichteres uit Verona; zij leefde er in de tweede helft van de 18e eeuw. De familie Bertani, een familie van grote wijnbouwers, betrekt de villa sinds 1957.

## Historiek
Voor de Romeinse tijd woonden er al mensen in deze vallei. Het ging om de Arusnati, een Italisch volk in de buurt van Verona. Na de verovering door de Romeinen bleven zij en werden bestuurd vanuit Verona. In de Romeinse tijd werd met wijnbouw begonnen doch dit verdween nadien. Het Romeinse aquaduct dat drinkwater naar Verona bracht, passeerde langs deze plek; resten van het aquaduct werden opgegraven op het domein van de villa.
Het is bekend dat er een huis stond vanaf de 16e eeuw, met kleinschalige wijnbouw. Dit veranderde toen de familie Vattori introk. Deze familie legde zich toe op de wijnbouw (1679-1769). In 1735 begonnen zij met de bouw van een riante villa, doch deze geraakte niet af.
Gravin Mosconi kocht in 1769 het bouwwerk. Zij bouwde de villa groots uit met plannen van architect Adriano Cristofali (1718-1788); er werd tevens veel energie gestoken in een Engelse tuin. Gravin Mosconi organiseerde literaire evenementen op het domein; schrijvers en poëten zoals zij konden er vertoeven, voorlezen en spreken over hun werk. Het kader nodigde hier toe uit: riante salons, Engelse tuin met koffiehuis en de wijngaarden met eigen wijnproductie. Het koffiehuis of chalet in het park was een idee van de dichter Ippolito Pindemonte die in de 18e eeuw tot haar literaire kring behoorde.
In de loop van de 19e eeuw was de familie Trezza eigenaar. Zij kochten tientallen hectaren terrein om de wijngaarden en dus de wijnproductie te vergroten. Eind 19e eeuw ging de productie achteruit en in de 20e eeuw was de Villa Mosconi onderhevig aan verwaarlozing en vandalisme. Vanaf 1957 zette de familie Bertani een kentering in. De wijnproductie verhoogde en de villa werd in zijn oude glorie gerestaureerd.